# Dendroides marginata
Dendroides marginata is een keversoort uit de familie vuurkevers (Pyrochroidae). De wetenschappelijke naam van de soort is voor het eerst geldig gepubliceerd in 1928 door Van Dyke.